# Marea viva
La marea viva és una plenamar, que es produeix dues vegades per mes, generalment dos dies després del moment quan les dues atraccions, la lunar i la solar, actuen segons una mateixa direcció, per la qual cosa els efectes se sumen i la marea resultant té una amplitud major, el que és el cas quan al noviluni i pleniluni la terra, el sol i la lluna estan en una línia recta. La marea viva durant la fase de lluna nova es diu «de conjunció», i la que es produeix mentre té lloc la fase de lluna plena es diu «d'oposició». La fase oposada, quan la baixamar ateny el seu nivell més baix, es diu marea morta.

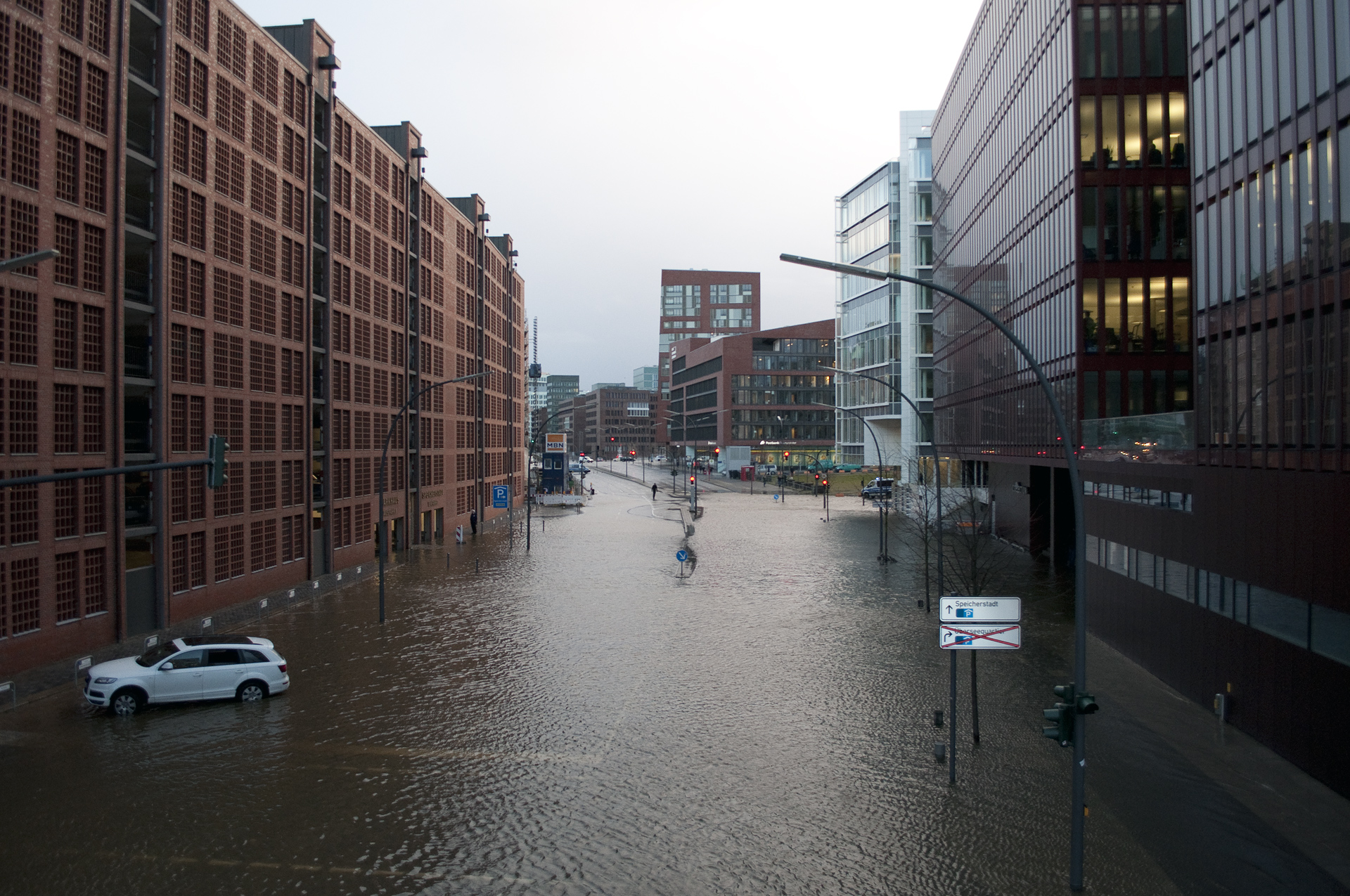
Marea viva a Hamburg el 6 de desembre del 2013

Actuen com un factor d'intensificació de pluges extremes i compliquen el desguàs. És un factor important a la costa atlàntica, al golf de Cadis, a les costes baixes de l'oval valencià, al Mar del Nord, etc. A les zones on l'amplitud de la marea és important, la combinació de marea viva, una depressió atmosfèrica i d'una tempesta pot crear una marejada i inundacions majors a les regions que es troben poc més o poc menys al nivell mitjà del mar, com va ser a la Inundació dels Països Baixos del 1953 o la marejada la nit del 16 al 17 de febrer 1962 als estuaris de l'Elba i del Weser. També hi hauria una relació entre les marees vives i els grans terratrèmols.